# Sisjön, Västmanland
Sisjön är en sjö i Sala kommun i Västmanland och ingår i Norrströms huvudavrinningsområde.
Enligt lokala sägner vakar Sisjöfrun över sjön. Hon var jungfru hos Ebba Brahe och blev med barn med Gustaf ll Adolf.  Den skammen ledde till att hon gick och dränkte sig i sjön.
Sisjöfrun ska visa sig svävande över sjön på Kristi himmelsfärdsnatt och då locka ned unga män i djupet.